# Eagles Live
Eagles Live – pierwszy album  koncertowy amerykańskiej grupy rockowej Eagles, wydany w listopadzie 1980 roku. Płytę wydała wytwórnia płytowa Asylum Records pod numerem katalogowym BB-705 i w wersji winylowej jest albumem dwupłytowym. Nieoficjalnie grupa rozwiązała się 31 lipca 1980 po ich koncercie w Long Beach.  Jednakże zespół miał zobowiązania względem wytwórni Elektra/Asylum do wydania albumu koncertowego. Glenn Frey i Don Henley miksowali nagrania na przeciwnych wybrzeżach USA decydując, że żaden z nich nie będzie w tym samym czasie w jednym stanie, nie mówiąc już o tym samym studio.
Z płyty ukazał się singel „Seven Bridges Road” będący coverem nagrania Steve’a Younga z roku 1969. Utwór dotarł do pozycji #21 amerykańskiej Billboard Hot 100, będąc przez 14 tygodni na liście.
Według zrzeszenia amerykańskich wydawców muzyki RIAA od czasu premiery płyty w samych tylko Stanach Zjednoczonych sprzedaż wyniosła ponad 7 mln egzemplarzy.

## Lista utworów
| A1. | „Hotel California” | 6.55    |
|     | (Don Felder, Don Henley, Glenn Frey) - Nagrania dokonano 29 lipca 1980 r. w Santa Monica Civic Auditorium                   |         |
| A2. | „Heartache Tonight” | 4.35    |
|     | (Don Henley, Glenn Frey, Bob Seger, J.D. Souther) - Nagrania dokonano 27 lipca 1980 r. w Santa Monica Civic Auditorium      |         |
| A3. | „I Can’t Tell You Why” | 5.24    |
|     | (Timothy B. Schmit, Don Henley, Glen Frey) - Nagrania dokonano 28 lipca 1980 r. w Santa Monica Civic Auditorium             |         |
| B1. | „The Long Run” | 5.35    |
|     | (Don Henley, Glenn Frey) - Nagrania dokonano 27 lipca 1980 r. w Santa Monica Civic Auditorium                               |         |
| B2. | „New Kid in Town” | 5.45    |
|     | (Don Henley, Glenn Frey, J.D. Souther) - Nagrania dokonano 22 października 1976 r. w The Forum, Los Angeles                 |         |
| B3. | „Life Been Good” | 9.38    |
|     | (Joe Walsh) - Nagrania dokonano 29 lipca 1980 r. w Santa Monica Civic Auditorium                                            |         |
| C1. | „Seven Bridges Road” | 3.05    |
|     | (Steve Young) - Nagrania dokonano 28 lipca 1980 r. w Santa Monica Civic Auditorium                                          |         |
| C2. | „Wasted Time” | 5.40    |
|     | (Don Henley, Glenn Frey) - Nagrania dokonano 22 października 1976 r. w The Forum, Los Angeles                               |         |
| C3. | „Take It to the Limit” | 5.20    |
|     | (Don Henley, Glenn Frey, Randy Meisner) - Nagrania dokonano 20 października 1976 r. w The Forum, Los Angeles                |         |
| C4. | „Doolin-Dalton (Reprise II)”                                                                                                | 0.44    |
|     | (Don Henley, Glenn Frey, Jim Ed Norman) - Nagrania dokonano 21 października 1976 r. w The Forum, Los Angeles                |         |
| C5. | „Desperado” | 4.04    |
|     | (Don Henley, Glenn Frey) - Nagrania dokonano 21 października 1976 r. w The Forum, Los Angeles                               |         |
| D1. | „Saturday Night” | 3.55    |
|     | (Randy Meisner, Don Henley, Glenn Frey, Bernie Leadon) - Nagrania dokonano 28 lipca 1980 r. w Santa Monica Civic Auditorium |         |
| D2. | „All Night Long” | 5.40    |
|     | (Joe Walsh) - Nagrania dokonano 27 lipca 1980 r. w Santa Monica Civic Auditorium                                            |         |
| D3. | „Life in the Fast Lane” | 5.10    |
|     | (Don Henley, Glenn Frey, Joe Walsh) - Nagrania dokonano 31 lipca 1980 r. w Long Beach Arena                                 |         |
| D4. | „Take It Easy” | 5.20    |
|     | (Jackson Brown, Glenn Frey) - Nagrania dokonano 27 lipca 1980 r. w Santa Monica Civic Auditorium                            |         |
|     | | 1:16:50 |
|     | |         |

## Zespół
- Glenn Frey  - gitary, instrumenty klawiszowe, śpiew
- Don Henley – perkusja, instrumenty perkusyjne, śpiew
- Don Felder – gitary, śpiew
- Joe Walsh – gitary, instrumenty klawiszowe, śpiew
- Randy Meisner – gitara basowa, śpiew (nagrania tylko z koncertów w 1976 r.)
- Timothy B. Schmit – gitara basowa, śpiew (nagrania tylko z koncertów w 1980 r.)

## Muzycy wspomagający
- Jage Jackson – gitary, instrumenty perkusyjne
- Phil Kenzie – saksofony
- Vince Melamed – instrumenty klawiszowe, fortepian elektryczny
- The Monstertones – chórki
- Albhy Galuten – syntezatory
- J.D. Souther – gitary, fortepian
- Joe Vitale – perkusja, instrumenty perkusyjne, instrumenty klawiszowe, fortepian elektryczny
- Jim Ed Norman – fortepian, dyrygent, aranżacje

## Personel produkcji
- Bill Szymczyk – producent
- Andy Engel – ilustracje
- Ron Larson – ilustracje
- Kosh – kierownictwo artystyczne, design, fotografie
- Ted Jensen – remastering

## Najwyższe notowania na listach albumów
| Lista 1980                      | Pozycja |
| ------------------------------- | ------- |
| Lista amerykańska Billboard 200 | 6       |
| Lista brytyjska                 | 24      |
| Lista nowozelandzka             | 2       |

## Najwyższe notowania na listach singli
| Rok  | Singel               | Notowania                              | Poz. |
| ---- | -------------------- | -------------------------------------- | ---- |
| 1981 | „Seven Bridges Road” | Lista amerykańska US Billboard Hot 100 | 21   |
| 1981 | „Seven Bridges Road” | Lista amerykańska Country Singles      | 55   |
| 1981 | „Seven Bridges Road” | Lista holenderska                      | 7    |
| 1981 | „Seven Bridges Road” | Lista niemiecka                        | 55   |
| 1981 | „Seven Bridges Road” | Lista norweska                         | 25   |
| 1981 | „Seven Bridges Road” | Lista nowozelandzka                    | 9    |
| 1981 | „Seven Bridges Road” | Lista szwedzka                         | 44   |

## Certyfikaty
| Kraj                  | Certyfikacja        | Sprzedaż  |
| --------------------- | ------------------- | --------- |
| USA (RIAA)            | 7 x platynowa płyta | 7 000 000 |
| Wielka Brytania (BPI) | 1 x złota płyta     | 100 000   |